# یعقوب علیاری
یعقوب علیاری (زاده ۱۳۱۸ ارومیه  – درگذشته ۱۳ آذر ۱۳۸۵ تهران) سرتیپ ارتش جمهوری اسلامی ایران بود، که از فرماندهان جنگ ایران و عراق به‌شمار می‌آمد و بنیان‌گذار لشکر ۵۸ تکاور بود. او در جنگ ایران و عراق فرماندهی لشکر ۵۸ تکاور را برعهده داشت و صدام حسین در زمان جنگ برای سر او جایزه تعیین کرده بود.
وی پس از جنگ، به پاس «فداکاری‌ها و خدمات ارزنده» در جنگ، دو بار نشان فتح دریافت نمود. علیاری دارای ترکش‌ها و آسیب‌های زیادی از جنگ بود و بارها عمل جراحی شده بود، جانباز ۷۰٪ بود و بر اثر مصدومیت جنگ‌افزار شیمیایی در سال ۱۳۸۵ درگذشت.

## زندگی‌نامه
یعقوب علیاری در مهر ماه سال ۱۳۱۸ خورشیدی در یک خانواده مذهبی در محله هفت آسیاب ارومیه زاده شد. دوران تحصیل ابتدائی را در دبستان نوید فتح و دوره متوسطه را در دبیرستان ابن سینا گذراند. دو سال آخر دبیرستان را در مدرسه نظام یا دبیرستان نظام که آموزش مقدماتی نظامی بود گذراند. در سال ۱۳۳۸ وارد دانشکده افسری شد و در سال ۱۳۴۱ با رسته پیاده به دوره مقدماتی اعزام شد.
پس از یک سال با نمره ممتاز فارغ‌التحصیل و به یگان چترباز، که بعدها تیپ ۲۳ نیرو مخصوص نامیده شد، رفت. دوره‌های چتربازی، نیروی ویژه، تیز یلان، رنجر و نیروهای مخصوص، اسکی و جنگ در کوهستان، آموزش زبان انگلیسی را در ایران، آمریکا و فرانسه طی کرد. تا قبل از انقلاب اسلامی فرماندهی تیم عملیاتی نیروی ویژه، فرماندهی تیم ب عملیاتی نیروی ویژه، افسر رکن سوم گردان ۱۳۷ تیپ ۲۳ نوهد و گردان ۱۳۷ نیرو مخصوص را به عهده داشت.
دوره عالی پیاه نظام را در سال ۱۳۵۱ با نمره ممتاز به پایان برد و مجدداً به تیپ ۲۳ نوهد منتقل گردید. در سال ۱۳۵۳ خورشیدی با نیروهای پاسدار صلح سازمان ملل متحد به مدت ۶ ماه به کشور ویتنام اعزام گردید. در چندین دوره نماینده ارتش ایران درطرح ریزی‌های نظامی در کشور آلمان و کشور عمان شرکت نمود. از افتخارات خدمتی اش اینکه دوسال متوالی و پی در پی در درجه سرگردی به نمایندگی ارتش ایران در جلسات کشورهای ناتو شرکت نمود. زبان انگلیسی را خیلی روان صحبت می‌کرد. دوره فرماندهی و ستاد را در کشور پاکستان در دانشگاه فرماندهی و ستاد کویته به پایان برد.
در سال ۱۳۵۸ در راستای اجرای فرمان ابلاغی، تأسیس، سازمان دهی، آموزش و فرماندهی تیپ ۵۸ تکاور ذوالفقار را به‌عهده گرفت و پس از آموزش با همان تیپ تکاور به جبهه اعزام شد.
در ابتدای جنگ لشکر ۵۸ را در عملیات‌های چغالوند، بازی‌دراز ۱ و ۲، شیاکوه و میمک را فرماندهی کرد. به علت ماموریت‌های موفق تیپ در عملیاتهای مختلف پس از آن سازمان و وضعیت تیپ ۵۸ به لشکر ۵۸ ارتقا داده شد. او چندین بار تحت عمل جراحی قرار گرفته و هفت ماه در بیمارستان بستری شده بود ولی بازهم دست از شرکت در جنگ برنداشت. صدام حسین سال ۱۳۶۱ برای سر علیاری جایزه تعیین کرده بود.
او به پاس خدماتش در جنگ با عراق دو بار نشان فتح از رهبر ایران دریافت کرد. سال ۱۳۶۸ برای شرکت در عملیات آزادسازی خرمشهر و سال ۱۳۶۹ نشان درجه ۲ فتح برای عملیات فتح المبین به علیاری اهدا شد.
به علت برونشیت مزمن ریوی ناشی از مصدومیت شیمیایی در منطقه عملیاتی و ترکش گلوله‌های دشمن در سینه، بازو، زانو و پای راست، جانباز ۷۰٪ بود. سرانجام ۱۳ آذر ۱۳۸۵ بر اثر عوارض شیمیایی جان باخت. پیکر او در قطعه ۲۹ بهشت زهرای تهران در کنار قبر علی صیاد شیرازی دفن شد.
کتاب «در انتهای افق» پیرامون زندگی وی توسط سازمان حفظ آثار و ارزش‌های دفاع مقدس منتشر شده‌است.

## برای مطالعهٔ بیشتر
الیاسی، داوود (۱۳۹۱). در انتهای افق: زندگی‌نامه سرلشکر یعقوب علیاری. تهران: معاونت فرهنگی و هنری ستاد مشترک آجا. شابک ۹۷۸۶۰۰۶۰۳۰۵۱۷.